# Justicia boliviana
Justicia boliviana är en akantusväxtart. Justicia boliviana ingår i släktet Justicia och familjen akantusväxter.

## Underarter
Arten delas in i följande underarter:
- J. b. boliviana
- J. b. subintegrifolia